# イギリスの高速道路

2016年現在の英国の高速道路網
M道路
M道路（建設中）
高速道路化されたA道路
高速道路化改修中のA道路

イギリスの高速道路（イギリスのこうそくどうろ、英: motorway）は、イギリスにおいて国が直轄で管理する幹線道路のうち、一般国道 (Trunk Roads) を除いたものを指す。路線番号の先頭に「M」が付けられる。
なお、他に地方自治体が管理する自動車専用道路 (Local Authority Motorways) もあり、国際道路連盟 (IRF) ではこれも高速道路とみなしている。

## 料金体系
イギリスでは原則として道路の通行は無料であり、有料道路は特殊なトンネル、橋梁など一部に限られている。これは、戦後のイギリスの財政事情が比較的良く、高速道路建設を公共事業として行うことができたこと、またいわゆる一般道路の整備水準が高く、往復分離交通の道路も多いため、高速道路を有料にすると高速道路の利用者が少なくなって投資効率の低下を招くなどの理由による。
ただし、近年では、民間資本の導入、既存の高速道路の有料化などの動きも見られている。

## グレートブリテン島

### 現行の高速道路
| 名称       | 道程および概略 | 通過する典礼カウンティ (イングランド)、 カウンシル・エリア (スコットランド) および プリンシパル・エリア (ウェールズ) |
| ---------- | --- | --- |
| M1         | 通称「The 'gateway to the North' (北への道)」。グレートブリテン島の東側をロンドン (ヘンドン) からリーズまで南北に延び、ガーフォース付近でA1道路へと至る。最初の都市間高速道路である。 | グレーターロンドン、ハートフォードシャー、ベッドフォードシャー、バッキンガムシャー、ノーサンプトンシャー、レスターシャー、ノッティンガムシャー、ダービーシャー、サウス・ヨークシャー、ウェスト・ヨークシャー                                                 |
| M2         | ケント州ロチェスターから同州フェイヴァシャムまでを結び、メッドウェイ・タウンを迂回する。 | ケント |
| M3         | ロンドンから南海岸へ向かう主要なモーターウェイで、サンベリー・オン・テムズからサウサンプトンまでを結ぶ。 | サリー、ハンプシャー |
| M4         | 島の南部をロンドン (チズウィック) からブリストルまで東西に走り、サウス・ウェールズを経てポンタードデュライス付近で終端となる。 | グレーターロンドン、バークシャー、バッキンガムシャー、ウィルトシャー、グロスタシャー、モンマスシャー、ニューポート、カーディフ、ヴェール・オブ・グラモーガン、ロンザ・カノン・タフ、ブリジェンド、ニース・ポート・タルボット、スウォンジ、カーマーゼンシャー |
| M5         | サウス・ウェスト・イングランドを走る主要なモーターウェイ。グレート・バー (バーミンガム/ウェスト・ブロムウィッチ/ワルソルの境界) でM6に接続し、エクセター近郊のエクスミンスターに至る。 | ウェスト・ミッドランズ、ウスターシャー、グロスタシャー、ブリストル、サマセット、デヴォン |
| M6         | 島の西側を南北に延びる主要なモーターウェイで、イングランドの北西部から南部までを結ぶ。ラグビー付近のM1から始まり、グレトナにてグラスゴーまで延びるA74(M)へと接続する。 | レスターシャー、ウォリックシャー、ウェスト・ミッドランズ、スタッフォードシャー、チェシャー、マージーサイド、グレーター・マンチェスター、ランカシャー、カンブリア                                                                                             |
| M6有料道路 | バーミンガム - ウルヴァーハンプトン地域におけるM6の混雑区間を迂回する有料のモーターウェイで、コールズヒル近郊からカノックへ至る。 | ウェスト・ミッドランズ、スタッフォードシャー |
| M8         | エディンバラからグラスゴーとリビングストンを経由してラングバンクでA8道路に接続する。 | エディンバラ、ウェスト・ロージアン、ノース・ラナークシャー、グラスゴー、レンフルーシャー |
| M9         | エディンバラの西にてM8から分岐し、スターリングおよびファルカークを経由してダンブレーンに至る。 | エディンバラ、ウェスト・ロージアン、フォルカーク、スターリング |
| M11        | ロンドン (ウッドフォード) とケンブリッジを結ぶ。 | グレーター・ロンドン、エセックス、ケンブリッジシャー |
| M18        | ロザラムにてM1から分岐し、グール付近でM62に接続する。 | サウス・ヨークシャー、イースト・ライディング・オブ・ヨークシャー |
| M20        | スワンリーにてM25から分岐し、フォークストンに至る。 | ケント |
| M23        | サリー州フーリーからクローリーに至る。 | サリー、ウェスト・サセックス |
| M25        | ロンドンの外環状高速道路で、ダートフォードからサーロックに向かって時計回りに番号が付けられている。（ただし、サーロックとダートフォードの間のダートフォード・クロッシングは一般道のA282道路である。） | ケント、サリー、バークシャー、グレーター・ロンドン、バッキンガムシャー、ハートフォードシャー、エセックス |
| M26        | M25上のセブノークスからメイドストーン手前のM20に至る短いモーターウェイ。 | ケント |
| M27        | サウサンプトンの西、カドナムからポーツマスへ至る、南海岸沿いの路線。 | ハンプシャー |
| M32        | ウィンターボーン付近から分岐するM4の枝線で、ブリストル中心部へ至る。 | グロスタシャー、ブリストル |
| M40        | ロンドンの西、デナムからソリフルの南にてM42へ至る南東 - 北西方向の路線。 | バッキンガムシャー、オックスフォードシャー、ノーサンプトンシャー、ウォリックシャー |
| M42        | ブロムスグローヴ付近のM5から分岐し、バーミンガムの南側および東側を周回して北側のミーシャムに至る。バーミンガムの外環状高速道路の一部を成す。コールズヒル近郊区間はM6有料道路へ編入された。 | ウスターシャー、ウォリックシャー、ウェスト・ミッドランズ、レスターシャー |
| M45        | ラグビーの南西でA45道路から分岐し、ラグビーの南東、ダヴェントリーの北の辺りでM1に接続する枝線。 | ウォリックシャー、ノーサンプトンシャー |
| M48        | , linking the Thornbury近郊のOlvestonでM4から分岐し、Severn川に架かるSevern Bridgeを渡り、Caldicot近郊のRogietで再びM4に合流する。Second Severn Crossingが建設されるまではM4の一区間だった。 | グロスタシャー、モンマスシャー |
| M49        | M5から分岐してブリストルの西でM4に接続する短区間のモーターウェイ。 | ブリストル、グロスタシャー |
| M50        | テュークスベリの北でM5から分岐し、ロス・オン・ワイに至る。 | ウスターシャー、グロスターシャー、ヘレフォードシャー |
| M53        | ワラジーからチェスターに至る。 | マージーサイド、チェシャー |
| M54        | ウルヴァーハンプトンの北でM6から分岐し、テルフォードの西に位置するWellingtonに至る。 | スタッフォードシャー、シュロップシャー |
| M55        | プレストンの北でM6から分岐し、ブラックプールに至る。 | ランカシャー |
| M56        | マンチェスター市内を起点に、Ellesmere Portとチェスターの中間を通るA5117に接続する。 | グレーター・マンチェスター、チェシャー |
| M57        | ハイトン近郊でM62から分岐するリヴァプールのバイパス道路で、スイッチ島に至る。 | マージーサイド |
| M58        | リヴァプールの北に位置するスイッチ島からウィガンに至る。 | マージーサイド、ランカシャー、グレーター・マンチェスター |
| M60        | マンチェスターの外環状高速道路で、ストックポート区を起点として時計回りに番号が付されている。 | グレーター・マンチェスター |
| M61        | マンチェスターからプレストン近郊のバンバーブリッジに至る。 | グレーター・マンチェスター、ランカシャー |
| M62        | ペニン山脈を横断するモーターウェイである。リヴァプールを起点に、North CaveとNewportの中間に位置するKingston upon Hullの西でA63に接続する。このうち、WintonとSimisterの間はマンチェスターの外環状道であるM60の北側区間と重複する。また、西側の終点からJ6までの区間はトランク・ロードではなく、リヴァプール・シティ・カウンシルの管轄下に置かれる。 | マージーサイド、チェシャー、グレーター・マンチェスター、ウェスト・ヨークシャー、ノース・ヨークシャー、イースト・ライディング・オブ・ヨークシャー |
| M65        | プレストン近郊のバンバーブリッジからコルネに至る。J10からJ14までの区間はトランク・ロードではなく、ランカシャー・カウンティ・カウンシルの管轄下にある。 | ランカシャー |
| M66        | ラムズボトム市内を起点に、ホワイトフィールドでM60に接続する。 | ランカシャー、グレーター・マンチェスター |
| M67        | マンチェスターの東、DentonでM60から分岐し、ハイドの東に位置するHattersleyに至る。 | グレーター・マンチェスター |
| M69        | コヴェントリーからレスターへ至る。 | ウォリックシャー、レスターシャー |
| M73        | アディングストン近郊でM74から分岐し、カンバーノールドの南西でM80に接続する。 | ノース・ラナークシャー、グラスゴー |
| M74        | グラスゴー市内を起点に、AbingtonでA74(M)に接続する。 | グラスゴー、ノース・ラナークシャー、サウス・ラナークシャー |
| M77        | グラスゴーでM8から分岐し、キルマーノック近郊のフェンウィックに至る。 | グラスゴー、イースト・レンフルーシャー、イースト・エアシャイア |
| M80        | グラスゴーでM8から分岐し、スターリングでM9に接続する。 | グラスゴー、ノース・ラナークシャー、フォルカーク、スターリング |
| M90        | フォース・ロード・ブリッジの北に位置するインヴァーカイシングからパースに至る。 | ファイフ、パース・アンド・キンロス |
| M180       | ThorneでM18から分岐し、のA15 (ハンバー・ブリッジの南方) とA180 (グリムズビーの西方) に接続する。 | サウス・ヨークシャー、リンカンシャー |
| M181       | M180から分岐し、スカンソープの西に至る | リンカンシャー |
| M271       | M27から分岐し、北端ではA3057 (ロムジーの南)に接続し、南方のトットンに至る。 | ハンプシャー |
| M275       | ホーシー島でM27から分岐してポーツマスに至る。トランク・ロードではなく、ポーツマス・シティ・カウンシルの管轄下にある。 | ハンプシャー |
| M602       | WintonでM62から分岐し、マンチェスター市中心部の西に位置するサルフォードに至る。 | グレーター・マンチェスター |
| M606       | クレックヒートンからブラッドフォードに至るM62の枝線。 | ウェスト・ヨークシャー |
| M621       | ギルダーサムでM62から分岐し、ロースウェル近郊でM1に接続する。リーズ市内中心部の近くを通る。 | ウェスト・ヨークシャー |
| M876       | フォルカークの北西にあるデニーでM80から分岐し、キンカーディン・ブリッジ付近でA876に接続する。ステンハウスミュアの北には短区間だがM9が通る。 | フォルカーク |
| M898       | M8の枝線で、アースキン付近にてアースキン・ブリッジを渡ってA898道路に接続する。 | レンフルーシャイア |